# La commessa
La commessa è un film del 1975 diretto da Riccardo Garrone.

## Trama
Il massaggiatore Renato Morriconi  si fa molto apprezzare dalle scatenate clienti dell'istituto di bellezza in cui lavora. A causa di una spagnola con tanto di guardia del corpo rischia, pero', di perdere la propria virilita'...